# 하의 큰바위얼굴
하의 큰바위얼굴은 전라남도 신안군 하의면 어은리에 있다. 2009년 12월 16일 신안군의 향토유적 제10호로 지정되었다.

## 개요
사람의 옆모습을 닮은 바위로 수천년 변하지 않는 모습으로 유지되고 있다.